# Patrick Vroegh
Patrick Vroegh (Herwijnen, 29 novembre 1999) è un calciatore olandese, centrocampista dell'RKC Waalwijk.

## Caratteristiche tecniche
È un mediano.

## Carriera

### Club
Cresciuto nel settore giovanile del Vitesse, ha esordito in prima squadra il 19 ottobre 2019 disputando l'incontro di Eredivisie vinto 4-0 contro il VVV-Venlo.

### Nazionale
Ha giocato nella nazionale olandese Under-17.

## Statistiche
Statistiche aggiornate al 12 dicembre 2019.

### Presenze e reti nei club
| Stagione        | Squadra         | Campionato      | Campionato | Campionato | Coppe nazionali | Coppe nazionali | Coppe nazionali | Coppe continentali | Coppe continentali | Coppe continentali | Altre coppe | Altre coppe | Altre coppe | Totale | Totale | Totale |
| Stagione        | Squadra         | Comp            | Pres       | Reti       | Comp            | Pres            | Reti            | Comp               | Pres               | Reti               | Comp        | Pres        | Reti        | Pres   | Reti   |        |
| --------------- | --------------- | --------------- | ---------- | ---------- | --------------- | --------------- | --------------- | ------------------ | ------------------ | ------------------ | ----------- | ----------- | ----------- | ------ | ------ | ------ |
| 2016-2017       | Jong Vitesse    | 2D              | 3          | 0          |                 | -               | -               |                    | -                  | -                  |             | -           | -           | 3      | 0      |        |
| 2018-2019       | Jong Vitesse    | 2D              | 33         | 1          |                 | -               | -               |                    | -                  | -                  |             | -           | -           | 33     | 1      |        |
| 2019-2020       | Vitesse         | ED              | 3          | 0          | CO              | 2               | 1               |                    | -                  | -                  |             | -           | -           | 5      | 1      |        |
| Totale carriera | Totale carriera | Totale carriera | 39         | 1          |                 | 2               | 1               |                    | -                  | -                  |             | -           | -           | 41     | 2      |        |